# Campinápolis
Campinápolis is een gemeente in de Braziliaanse deelstaat Mato Grosso. De gemeente telt 14.301 inwoners (schatting 2009).